# Bataille de Stamford Bridge
Guerre de succession d'Angleterre
Batailles
- Fulford
- Stamford Bridge
- Hastings
- Dévastation du Nord
- Révolte des comtes

La bataille de Stamford Bridge se déroule le 25 septembre 1066 près du village de Stamford Bridge, dans le Yorkshire de l'Est. Elle oppose l'armée anglaise menée par Harold Godwinson aux forces du roi de Norvège Harald Hardrada, qui cherche à s'emparer du trône d'Angleterre avec l'aide de Tostig, le frère exilé de Harold. Ce dernier sort vainqueur de l'affrontement, durant lequel Harald et Tostig trouvent la mort.
Cette bataille contribue indirectement à la conquête normande de l'Angleterre. En apprenant le débarquement de Guillaume de Normandie dans le Sussex, Harold doit ramener ses troupes diminuées vers le sud à marche forcée. Il est à son tour vaincu et tué le 14 octobre à Hastings.

## Contexte
Le roi d'Angleterre Édouard le Confesseur meurt sans laisser d'enfants le 5 janvier 1066. Le witan, assemblée composée des principaux nobles et ecclésiastiques du royaume, élit pour lui succéder le comte de Wessex Harold Godwinson, qui est couronné dès le lendemain de la mort d'Édouard. Deux adversaires de taille ne tardent pas à contester la succession du roi défunt : le duc Guillaume de Normandie et le roi Harald de Norvège. Ce dernier appuie ses prétentions sur un traité conclu entre son prédécesseur, Magnus le Bon, et celui d'Édouard, Hardeknut, en vertu duquel l'Angleterre et la Norvège reviendraient à l'autre si l'un d'eux mourait sans laisser d'héritier.
Harald débarque en Angleterre vers la fin de l'été 1066 à la tête d'une flotte de 300 navires, avec peut-être 15 000 hommes sous ses ordres. Il bénéficie du soutien de Tostig Godwinson, frère du roi Harold et ancien comte de Northumbrie chassé par ses sujets l'année précédente. Les troupes norvégiennes s'emparent de la ville de Scarborough, rembarquent puis débarquent à Riccall, sur le bord de la rivière Ouse du Yorkshire. Elles battent l'armée des comtes Edwin de Mercie et Morcar de Northumbrie le 20 septembre à Fulford. Cette victoire ouvre à Harald la route d'York, deuxième ville du royaume d'Angleterre, qui tombe entre ses mains le 24.
Harold Godwinson se trouve à Londres quand il prend connaissance de cette invasion le 15 septembre. Il décide d'affronter en priorité cette menace, car il estime que la tempête qu'a subie la flotte de Guillaume le Conquérant le 12 septembre et les difficultés de traversée avec l'approche de l'automne rendent le danger venant du sud moins pressant. Avec son frère Gyrth et sa garde rapprochée, les housecarles, il parcourt les 320 km en quatre jours. Le 24 septembre, il arrive à Tadcaster, à environ 16 km au sud-ouest de York, et rejoint ce qui reste des forces des comtes Edwin et Morcar. Les marins de Morcar, dont la petite flotte est amarrée à Ulleskill, l'informent que Harald et Tostig ont quitté York pour retourner auprès de leurs navires à Riccall avec la totalité de leur armée.

## La bataille
Harald est installé près de Stamford Bridge, sur la rivière Derwent, à 20 km d'York. Il a renvoyé environ un tiers de ses effectifs pour garder ses bateaux à Riccall, à 30 km de là. Il reste au roi norvégien sans doute moins de 6 000 hommes, décontractés, ayant laissé une partie de leur équipement dans les bateaux, sans même d’avant-postes. Il attend les otages et les tributs, fruits de sa victoire. L’attaque anglaise est une surprise totale.
L’armée anglaise (de 3 000 à 8 000 hommes) s’approche rapidement venant de l’ouest, cachée à la vue des Vikings par une crête. La rivière, franchissable uniquement par le pont, isole un petit contingent campé à l’ouest du corps principal des Vikings, situé à environ 1 km à l’est, au-delà du pont. Le petit groupe à l'ouest du pont se replie, mais son arrière-garde se fait massacrer. Selon la chronique anglo-saxonne, un « grand Norvégien » fit face à l'armée anglaise et tua 40 Anglais. Contrairement à la croyance populaire, aucune source ne nous permet de dire qu'il s'agissait d'un Berserker. Il fut tué par un guerrier qui passa sous le pont et qui le frappa avec sa lance à travers les planches. Pendant ce temps, le gros des forces nordiques se masse en une ligne de défense le long de la crête à l’est.
Les forces vikings sont non seulement très vulnérables, car la plus grande partie de leurs armes sont restées sur leurs bateaux, mais aussi divisées. Cinq mille hommes gardent les navires : un petit nombre sur la rive nord et le reste sur la partie sud.
Harald ne connaît pas le terrain et n’a pas de plan, car cette bataille le prend par surprise. Tostig, qui connaît bien les capacités guerrières d’Harold, le presse de ne pas accepter le combat, mais de battre plutôt en retraite vers Riccall. Harald envisage cette possibilité, mais décide de se battre quand même, car il craint que les housecarls n'attaquent de flanc rapidement. Il a aussi pu penser que Harold avait envoyé assez d’hommes pour prendre Kexby, un point crucial pour traverser le Derwent, bloquant toute retraite vers Ricall.
Harold offre alors à Tostig la restitution de son titre et de ses terres s'il dépose les armes. Tostig ayant demandé une compensation pour son allié Harald, son frère lui répond qu'il n'aura droit qu'à une tombe. Tostig choisit de rester fidèle aux Norvégiens.

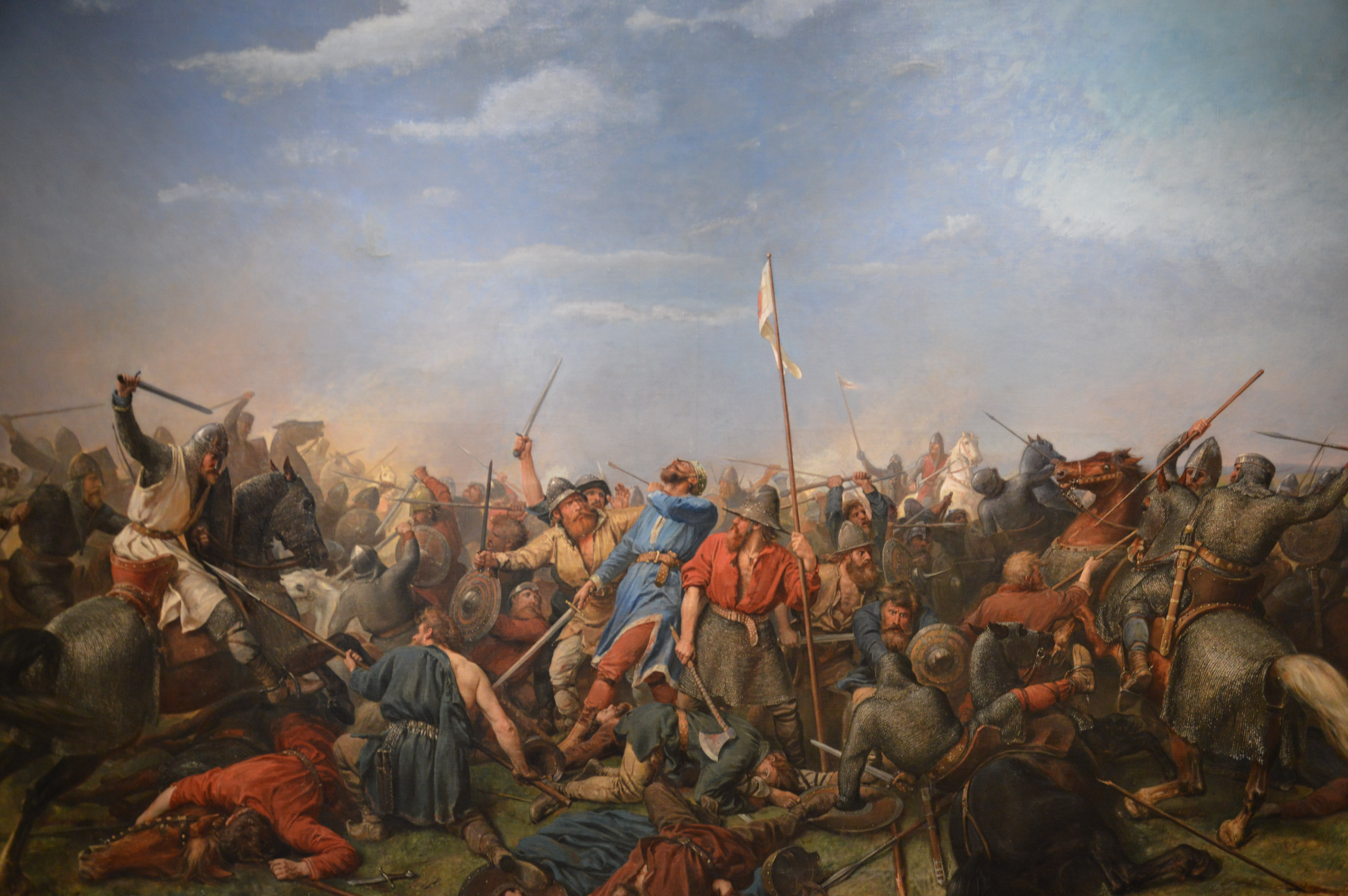
La Bataille de Stamford Bridge, par Peter Nicolai Arbo (1870).

Harald envoie un messager à Eystein Orre, le commandant du contingent à Riccall, qu'il vienne immédiatement à Stamford Bridge. Il évacue rapidement la plupart des hommes qui sont sur la rive nord vers le sud, laissant une petite arrière-garde près du pont. Hardråde et Tostig ont juste le temps de former une ligne de défense avec leurs hommes les mieux armés le long d’une crête, à environ 300 mètres au sud-est du Derwent.
Les Anglo-Saxons passent alors la rivière et chargent vainement la position viking en plusieurs rangs. Les Vikings chargent à leur tour depuis la crête, s’enfonçant en coin dans les rangs ennemis qui, de manière classique, reculent au centre, aspirant l’ennemi dans une poche où il se retrouve assailli de tous côtés.
Les Vikings ont le désavantage d’un armement partiel, mais sont plus frais que les Anglais, qui viennent de parcourir une vingtaine de kilomètres. Le massacre est équilibré. Harald se jette en avant, mais une flèche lui transperce la gorge, puis Tostig tombe à son tour. Bien que leurs chefs aient péri, les Vikings poursuivent le combat, en situation d'infériorité. Eystein Orre rejoint alors le champ de bataille avec le contingent viking de Ricall. Ce dernier renverse pour un bref moment le cours de la bataille. Cependant, ces troupes viennent de faire une marche forcée de 30 km sous une canicule exceptionnelle. Épuisées, elles finissent par être repoussées, entraînant l'effondrement de l'armée viking. Les Anglais poursuivent l’ennemi en déroute jusqu’à Riccall, où Harold met fin à la tuerie et permet aux survivants de rembarquer. Parmi eux se trouve Olaf Kyrre, le fils de Harald. Selon la Chronique anglo-saxonne, les pertes subies par les Norvégiens sont si sévères que des 300 navires de leur flotte, 24 suffisent à rembarquer les survivants.

## Conséquences
Le 25 septembre 1066 est souvent considéré comme marquant la fin de l'ère Viking[réf. nécessaire]. Les projets de conquête de l'Angleterre par les Scandinaves s'évanouirent. La dernière expédition viking en Europe eut lieu en 1102[réf. nécessaire], quand Magnus III, petit-fils du roi Harald, attaqua l'île de Man et l'Irlande.
Harold doit ensuite repartir vers le Sud pour affronter Guillaume le Conquérant à la bataille d'Hastings. Décimés par la bataille et épuisés par leur marche forcée jusqu'à Hastings, les Anglais se retrouvèrent hors d'état de défaire les armées de Guillaume le Conquérant.